# 繁华水库
繁华水库是中国黑龙江省绥化市明水县境内的一座水库，位于松花江水系，建于1968年。水库正常库容为500万立方米，集雨面积为175平方千米，海拔为195米。